# Nicolás Temperini
Nicolás Matías Temperini (Villa Eloísa, Santa Fe, Argentina, 9 de febrero de 1995) es un futbolista argentino que juega como arquero en San Marcos de Arica de la Primera B de Chile.

## Clubes
| Club                      | País      | Año       |
| ------------------------- | --------- | --------- |
| Newell's Old Boys         | Argentina | 2015-2021 |
| → Talleres (cedido)       | Argentina | 2016-2017 |
| Unió Esportiva Sant Julià | Andorra   | 2021-2022 |
| Santamarina               | Argentina | 2022      |
| Deportivo Madryn          | Argentina | 2023      |
| San Marcos de Arica       | Chile     | 2024-Act. |